# Mannschaftsaufstellungen der Schacholympiade 1937
Die Tabellen nennen die Aufstellung der Mannschaften bei der Schacholympiade 1937 in Stockholm. Die 19 teilnehmenden Mannschaften spielten ein vollrundiges Turnier mit je einem Spiel gegen jede andere Mannschaft. Zu jedem Team gehörten vier Stamm- und maximal ein Ersatzspieler. Zu jeder Mannschaft sind die gewonnenen, unentschiedenen und verlorenen Wettkämpfe sowie die Punktzahlen genannt. Dann folgen zu jedem Spieler seine persönlichen Ergebnisse. Für die Platzierung der Mannschaften waren die Brettpunkte vorrangig.

## Mannschaften

### 1. USA
| Platz | Land                   | G  | R | V | Brettp. | Mannschaftsp. |
| ----- | ---------------------- | -- | - | - | ------- | ------------- |
| 1     | Vereinigte Staaten     | 15 | 3 | 0 | 54,5    | 33            |
| Brett | Spieler                | G  | R | V | Punkte  | Partien       |
| 1     | Samuel Reshevsky       | 06 | 7 | 3 | 9,5     | 16            |
| 2     | Reuben Fine            | 09 | 5 | 1 | 11,5    | 15            |
| 3     | Isaac Kashdan          | 13 | 2 | 1 | 14      | 16            |
| 4     | Frank Marshall         | 03 | 7 | 0 | 6,5     | 10            |
| R     | Israel Albert Horowitz | 11 | 4 | 0 | 13      | 15            |

### 2. Ungarn
| Platz | Land             | G  | R | V | Brettp. | Mannschaftsp. |
| ----- | ---------------- | -- | - | - | ------- | ------------- |
| 2     | Ungarn           | 11 | 7 | 0 | 48,5    | 29            |
| Brett | Spieler          | G  | R | V | Punkte  | Partien       |
| 1     | Andor Lilienthal | 09 | 6 | 2 | 12      | 17            |
| 2     | László Szabó     | 09 | 7 | 2 | 12,5    | 18            |
| 3     | Endre Steiner    | 12 | 5 | 1 | 14,5    | 18            |
| 4     | Kornél Havasi    | 06 | 5 | 4 | 8,5     | 15            |
| R     | Árpád Vajda      | 0  | 2 | 2 | 1       | 4             |

### 3. Polen
| Platz | Land                | G  | R  | V | Brettp. | Mannschaftsp. |
| ----- | ------------------- | -- | -- | - | ------- | ------------- |
| 3     | Polen               | 14 | 02 | 2 | 47      | 30            |
| Brett | Spieler             | G  | R  | V | Punkte  | Partien       |
| 1     | Savielly Tartakower | 01 | 10 | 2 | 6       | 13            |
| 2     | Mieczysław Najdorf  | 06 | 07 | 3 | 9,5     | 16            |
| 3     | Paulino Frydman     | 09 | 05 | 2 | 11,5    | 16            |
| 4     | Izaak Appel         | 07 | 04 | 3 | 9       | 14            |
| R     | Teodor Regedziński  | 10 | 02 | 1 | 11      | 13            |

### 4. Argentinien
| Platz | Land                  | G  | R | V | Brettp. | Mannschaftsp. |
| ----- | --------------------- | -- | - | - | ------- | ------------- |
| 4     | Argentinien           | 11 | 4 | 3 | 47      | 26            |
| Brett | Spieler               | G  | R | V | Punkte  | Partien       |
| 1     | Luis Roberto Piazzini | 04 | 6 | 2 | 7       | 12            |
| 2     | Jacobo Bolbochán      | 02 | 5 | 5 | 4,5     | 12            |
| 3     | Roberto Grau          | 08 | 5 | 2 | 10,5    | 15            |
| 4     | Carlos Guimard        | 08 | 6 | 2 | 11      | 16            |
| R     | Isaías Pleci          | 11 | 6 | 0 | 14      | 17            |

### 5. Tschechoslowakei
| Platz | Land             | G  | R | V | Brettp. | Mannschaftsp. |
| ----- | ---------------- | -- | - | - | ------- | ------------- |
| 5     | Tschechoslowakei | 11 | 5 | 2 | 45      | 27            |
| Brett | Spieler          | G  | R | V | Punkte  | Partien       |
| 1     | Salo Flohr       | 09 | 7 | 0 | 12,5    | 16            |
| 2     | Jan Foltys       | 07 | 9 | 2 | 11,5    | 18            |
| 3     | Emil Zinner      | 09 | 4 | 4 | 11      | 17            |
| 4     | Jiří Pelikán     | 03 | 3 | 4 | 4,5     | 10            |
| R     | František Zíta   | 04 | 3 | 4 | 5,5     | 11            |

### 6. Niederlande
| Platz | Land                | G  | R | V | Brettp. | Mannschaftsp. |
| ----- | ------------------- | -- | - | - | ------- | ------------- |
| 6     | Niederlande         | 11 | 5 | 2 | 44      | 27            |
| Brett | Spieler             | G  | R | V | Punkte  | Partien       |
| 1     | Max Euwe            | 08 | 3 | 2 | 9,5     | 13            |
| 2     | Salo Landau         | 05 | 8 | 2 | 9       | 15            |
| 3     | Lodewijk Prins      | 05 | 4 | 5 | 7       | 14            |
| 4     | Theo van Scheltinga | 07 | 5 | 3 | 9,5     | 15            |
| R     | Adriaan de Groot    | 06 | 6 | 3 | 9       | 15            |

### 7. Estland
| Platz | Land               | G | R | V | Brettp. | Mannschaftsp. |
| ----- | ------------------ | - | - | - | ------- | ------------- |
| 7     | Estland            | 9 | 2 | 7 | 41,5    | 20            |
| Brett | Spieler            | G | R | V | Punkte  | Partien       |
| 1     | Paul Keres         | 9 | 4 | 2 | 11      | 15            |
| 2     | Paul Felix Schmidt | 4 | 8 | 4 | 8       | 16            |
| 3     | Ilmar Raud         | 7 | 8 | 2 | 11      | 17            |
| 4     | Johannes Türn      | 1 | 4 | 6 | 3       | 11            |
| R     | Gunnar Friedemann  | 6 | 5 | 2 | 8,5     | 13            |

### 8. Litauen
| Platz | Land                   | G | R | V | Brettp. | Mannschaftsp. |
| ----- | ---------------------- | - | - | - | ------- | ------------- |
| 8     | Litauen                | 8 | 4 | 6 | 41,5    | 20            |
| Brett | Spieler                | G | R | V | Punkte  | Partien       |
| 1     | Vladas Mikėnas         | 7 | 8 | 3 | 11      | 18            |
| 2     | Povilas Vaitonis       | 8 | 5 | 5 | 10,5    | 18            |
| 3     | Isakas Vistaneckis     | 5 | 3 | 8 | 6,5     | 16            |
| 4     | Markas Luckis          | 7 | 9 | 1 | 11,5    | 17            |
| R     | Leonardas Abramavičius | 2 | 0 | 1 | 2       | 3             |

### 9. Jugoslawien
| Platz | Land             | G | R  | V | Brettp. | Mannschaftsp. |
| ----- | ---------------- | - | -- | - | ------- | ------------- |
| 9     | Jugoslawien      | 8 | 03 | 7 | 40      | 19            |
| Brett | Spieler          | G | R  | V | Punkte  | Partien       |
| 1     | Vasja Pirc       | 3 | 12 | 2 | 9       | 17            |
| 2     | Petar Trifunović | 8 | 06 | 2 | 11      | 16            |
| 3     | Savo Vuković     | 1 | 0  | 7 | 1       | 8             |
| 4     | Boris Kostić     | 7 | 09 | 2 | 11,5    | 18            |
| R     | Mirko Bröder     | 4 | 07 | 2 | 7,5     | 13            |

### 10. Schweden
| Platz | Land             | G  | R | V | Brettp. | Mannschaftsp. |
| ----- | ---------------- | -- | - | - | ------- | ------------- |
| 10    | Schweden         | 07 | 7 | 4 | 38,5    | 21            |
| Brett | Spieler          | G  | R | V | Punkte  | Partien       |
| 1     | Gideon Ståhlberg | 07 | 4 | 4 | 9       | 15            |
| 2     | Erik Lundin      | 04 | 7 | 5 | 7,5     | 16            |
| 3     | Gösta Stoltz     | 02 | 3 | 7 | 3,5     | 12            |
| 4     | Gösta Danielsson | 12 | 4 | 2 | 14      | 18            |
| R     | Eric Jonsson     | 02 | 5 | 4 | 4,5     | 11            |

### 11. Lettland
| Platz | Land                | G | R  | V | Brettp. | Mannschaftsp. |
| ----- | ------------------- | - | -- | - | ------- | ------------- |
| 11    | Lettland            | 8 | 04 | 6 | 37,5    | 20            |
| Brett | Spieler             | G | R  | V | Punkte  | Partien       |
| 1     | Vladimirs Petrovs   | 5 | 10 | 3 | 10      | 18            |
| 2     | Fricis Apšenieks    | 8 | 05 | 4 | 10,5    | 17            |
| 3     | Voldemārs Mežgailis | 2 | 07 | 6 | 5,5     | 15            |
| 4     | Karlis Ozols        | 2 | 03 | 5 | 3,5     | 10            |
| R     | Lūcijs Endzelīns    | 6 | 04 | 2 | 8       | 12            |

### 12. Finnland
| Platz | Land             | G | R | V | Brettp. | Mannschaftsp. |
| ----- | ---------------- | - | - | - | ------- | ------------- |
| 12    | Finnland         | 6 | 5 | 7 | 34      | 17            |
| Brett | Spieler          | G | R | V | Punkte  | Partien       |
| 1     | Thorsten Gauffin | 2 | 4 | 8 | 4       | 14            |
| 2     | Eero Böök        | 6 | 9 | 3 | 10,5    | 18            |
| 3     | Ilmari Solin     | 2 | 2 | 7 | 3       | 11            |
| 4     | Toivo Salo       | 4 | 5 | 5 | 6,5     | 14            |
| R     | Kaarle Ojanen    | 7 | 6 | 2 | 10      | 15            |

### 13. England
| Platz | Land                         | G | R  | V  | Brettp. | Mannschaftsp. |
| ----- | ---------------------------- | - | -- | -- | ------- | ------------- |
| 13    | England                      | 5 | 03 | 10 | 34      | 13            |
| Brett | Spieler                      | G | R  | V  | Punkte  | Partien       |
| 1     | George Alan Thomas           | 2 | 11 | 04 | 7,5     | 17            |
| 2     | Conel Hugh O’Donel Alexander | 8 | 06 | 03 | 11      | 17            |
| 3     | Philip Stuart Milner-Barry   | 2 | 02 | 05 | 3       | 9             |
| 4     | Harry Golombek               | 3 | 10 | 03 | 8       | 16            |
| R     | George Wheatcroft            | 4 | 01 | 08 | 4,5     | 13            |

### 14. Italien
| Platz | Land                       | G | R | V  | Brettp. | Mannschaftsp. |
| ----- | -------------------------- | - | - | -- | ------- | ------------- |
| 14    | Königreich Italien         | 3 | 3 | 12 | 26,5    | 9             |
| Brett | Spieler                    | G | R | V  | Punkte  | Partien       |
| 1     | Vincenzo Castaldi          | 6 | 5 | 06 | 8,5     | 17            |
| 2     | Michele Riello             | 1 | 3 | 12 | 2,5     | 16            |
| 3     | Mario Napolitano           | 5 | 5 | 06 | 7,5     | 16            |
| 4     | Cherubino Staldi           | 5 | 2 | 07 | 6       | 14            |
| R     | Stefano Rosselli del Turco | 2 | 0 | 07 | 2       | 9             |

### 15. Dänemark
| Platz | Land              | G | R | V  | Brettp. | Mannschaftsp. |
| ----- | ----------------- | - | - | -- | ------- | ------------- |
| 15    | Dänemark          | 3 | 3 | 12 | 25,5    | 9             |
| Brett | Spieler           | G | R | V  | Punkte  | Partien       |
| 1     | Jens Enevoldsen   | 3 | 9 | 05 | 7,5     | 17            |
| 2     | Ernst Sørensen    | 0 | 7 | 10 | 3,5     | 17            |
| 3     | Christian Poulsen | 3 | 7 | 07 | 6,5     | 17            |
| 4     | Øjvind Larsen     | 2 | 5 | 03 | 4,5     | 10            |
| R     | Johannes Pedersen | 3 | 1 | 07 | 3,5     | 11            |

### 16. Island
| Platz | Land                | G | R | V  | Brettp. | Mannschaftsp. |
| ----- | ------------------- | - | - | -- | ------- | ------------- |
| 16    | Island              | 2 | 3 | 13 | 23      | 7             |
| Brett | Spieler             | G | R | V  | Punkte  | Partien       |
| 1     | Eggert Gilfer       | 1 | 4 | 10 | 3       | 15            |
| 2     | Jón Guðmundsson     | 4 | 5 | 07 | 6,5     | 16            |
| 3     | Ásmundur Ásgeirsson | 5 | 6 | 05 | 8       | 16            |
| 4     | Baldur Möller       | 3 | 2 | 11 | 4       | 16            |
| R     | Sturla Pétursson    | 0 | 3 | 06 | 1,5     | 9             |

### 17. Belgien
| Platz | Land                      | G | R | V  | Brettp. | Mannschaftsp. |
| ----- | ------------------------- | - | - | -- | ------- | ------------- |
| 17    | Belgien                   | 2 | 2 | 14 | 22,5    | 6             |
| Brett | Spieler                   | G | R | V  | Punkte  | Partien       |
| 1     | Arthur Dunkelblum         | 4 | 9 | 05 | 8,5     | 18            |
| 2     | Albéric O’Kelly de Galway | 5 | 6 | 07 | 8       | 18            |
| 3     | Arthur Baert              | 0 | 6 | 12 | 3       | 18            |
| 4     | Marcel Defosse            | 1 | 4 | 13 | 3       | 18            |

### 18. Norwegen
| Platz | Land                            | G | R | V  | Brettp. | Mannschaftsp. |
| ----- | ------------------------------- | - | - | -- | ------- | ------------- |
| 18    | Norwegen                        | 2 | 1 | 15 | 19,5    | 5             |
| Brett | Spieler                         | G | R | V  | Punkte  | Partien       |
| 1     | Storm Herseth                   | 0 | 4 | 12 | 2       | 16            |
| 2     | Oluf Kavlie-Jørgensen           | 1 | 5 | 09 | 3,5     | 15            |
| 3     | Andreas Gulbrandsen             | 3 | 2 | 10 | 4       | 15            |
| 4     | K. Salbu                        | 6 | 3 | 06 | 7,5     | 15            |
| R     | Hans Christoffer Christoffersen | 1 | 3 | 07 | 2,5     | 11            |

### 19. Schottland
| Platz | Land                | G | R | V  | Brettp. | Mannschaftsp. |
| ----- | ------------------- | - | - | -- | ------- | ------------- |
| 19    | Schottland          | 0 | 4 | 14 | 14      | 4             |
| Brett | Spieler             | G | R | V  | Punkte  | Partien       |
| 1     | James Macrae Aitken | 4 | 3 | 10 | 5,5     | 17            |
| 2     | John Montgomerie    | 1 | 1 | 14 | 1,5     | 16            |
| 3     | George Page         | 1 | 2 | 09 | 2       | 12            |
| 4     | Peter Reid          | 3 | 3 | 11 | 4,5     | 17            |
| R     | Charles Pirie       | 0 | 1 | 09 | 0,5     | 10            |